# 莫云乡
莫云乡是中国青海省玉树藏族自治州杂多县下辖的一个乡。辖区总面积6000平方公里，常住人口0.3万人，以藏族为主，占总人口的99％。澜沧江南源–扎那曲(Zhana Qu)發源于乡内查加日瑪西面4公里的高地，高地北侧有从曲、尕格曲、玛格曲、拉巴曲、赛陇曲、巴曲等分别汇入拉娘曲(杂多县莫云乡达英村) ，往西北流向莫曲(治多县索加乡)。

## 行政区划
桥头溪乡下辖以下地区：
巴阳牧委会、达英牧委会、格云牧委会和结绕牧委会。